# Carlos Juan Finlay y Barrés
Carlos Juan Finlay y Barrés (Camagüey, Cuba, 3 de desembre de 1833 – l'Havana, Cuba, 19 d'agost de 1915) va ser un metge i científic cubà reconegut per descobrir i descriure la importància del vector biològic a través de la teoria metaxènica de la transmissió de malalties per agents biològics, aplicant-la a la febre groga transmesa pel mosquit Aedes aegypti.

## Joventut i educació

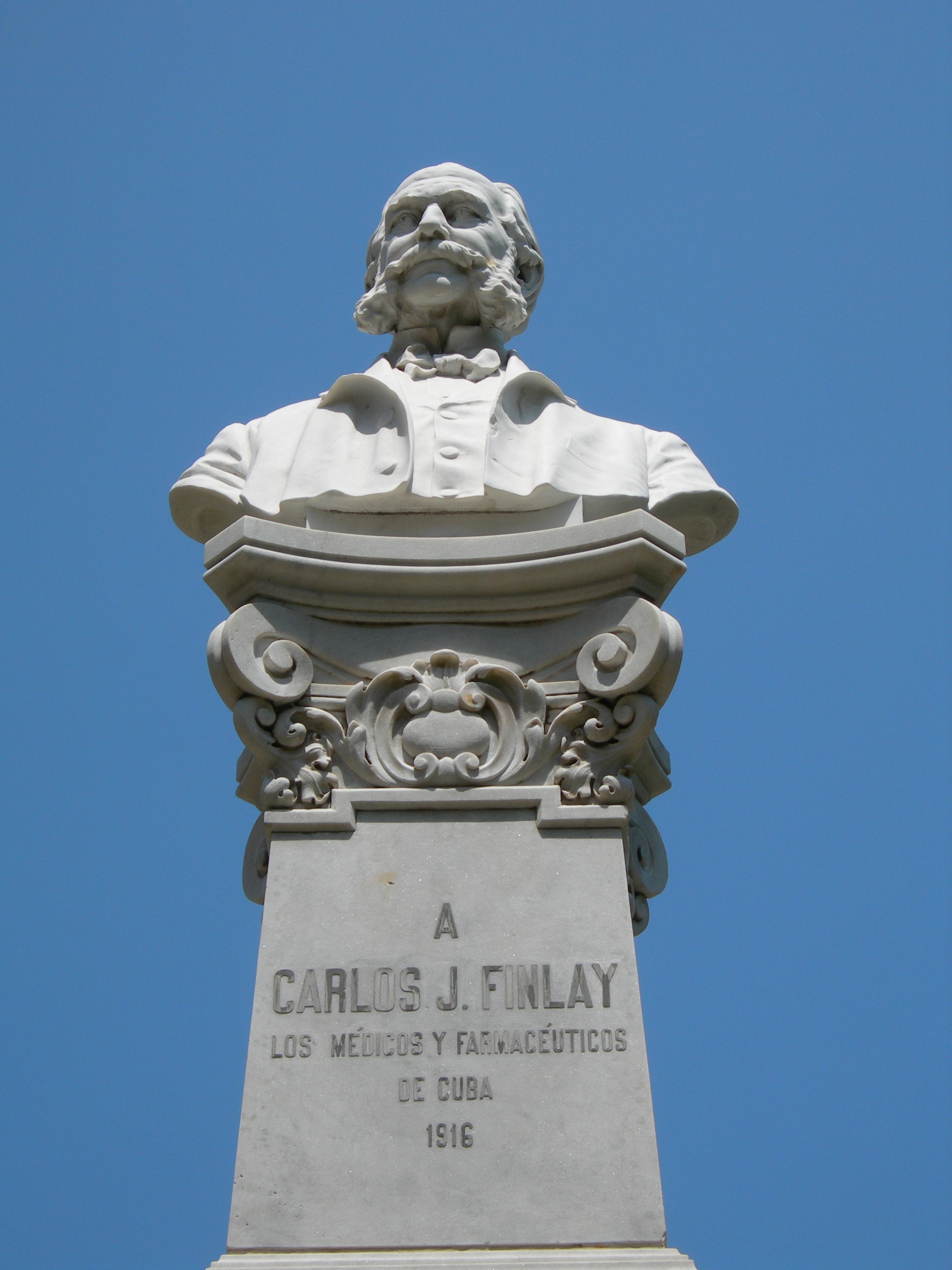
Bust de Carlos J. Finlay als exteriors del Museu Històric de les Ciències Mèdiques "Carlos J. Finlay" de l'Acadèmia de Ciències de Cuba a l'Havana.

Fill d'un metge anglès resident a Cuba que havia lluitat juntament amb Simón Bolívar i de mare espanyola, va néixer en 1833, quan Cuba formava part del regne d'Espanya. Visqué durant la infantesa tant a l'Havana com en el cafetar del seu pare a la zona d'Alquízar. A l'edat d'onze anys, el 1844, ho van enviar a estudiar a Le Havre, a França, i va tornar a Cuba dos anys més tard, perquè va contreure una malaltia. Va retornar a França el 1848 per completar la seva educació. Després d'un període de dos anys a Londres, va ingressar en el liceu de Rouen, on va romandre fins al 1851, quan va tornar a Cuba, convalescent d'un atac de febre tifoide. Ell canvià l'ordre dels seus noms a "Carlos Juan" més tard en la seva vida.

## Estudis professionals
La Universitat de l'Havana no va voler reconèixer els seus graus acadèmics europeus, per això es va inscriure al Jefferson Medical College de Filadèlfia, Pennsilvània. Allí Finlay va conèixer a John Kearsley Mitchell, qui li va proposar la teoria microbiana de la malaltia. El seu fill Silas Weir Mitchell fou qui supervisà els seus estudis. Es graduà del Jefferson Medical College el 1855.
Va tornar a l'Havana i va començar a realitzar pràctiques d'oftalmologia el 1857, i va estudiar a París de 1860 a 1861. A l'octubre de 1865 es va casar amb Adela Shine, una nadiua de l'illa de Trinidad. Van tenir tres fills: Charles, George i Frank.

## Carrera professional
Finlay va treballar durant els anys 70 arribant finalment la prominència en 1900. Va ser el primer en 1881 a proposar que la teoria del mosquit com a transmissor, ara reconegut paradigmàticament com a vector de la malalties infeccioses, l'organisme causant de la febre groga. El mosquit que picava a una persona malalta, podria subseqüentment picar a una persona sana i infectar-la. Va presentar la seva teoria el 1881 a la International Sanitary Conference, on no va ser ben rebuda la seva proposta, Un any més tard Finlay va identificar el mosquit del gènere Aedes com l'organisme transmissor de la febre groga. La seva teoria va ser seguida per les recomanacions de control en les poblacions de mosquits i va ser així com va poder controlar-se la disseminació de la malaltia.
La seva hipòtesi i les seves proves exhaustives van ser confirmades prop de 20 anys després, per la Walter Reed Commission de 1900. Finlay va arribar a ser titular de l'Oficina de Salut de Cuba de 1902 a 1909. El Dr. Reed va rebre molt crèdit en els llibres d'història per la feina feta per tal de mitigar la pandèmia de la febre groga, però Reed li lliurà el crèdit al Dr. Finlay pel descobriment del vector de la febre groga. El Dr. Reed freqüentment citava a Finlay en els seus articles i li donava crèdit pel descobriment en la seva correspondència.
En paraules del General Leonard Wood, un metge militar nord-americà, Governador de Cuba en 1900: "La confirmació del Dr. Finlay és considerada com el pas endavant efectuat en la ciència mèdica des del descobriment de Jenner per a la vacunació (contra la verola)"
Aquest descobriment va ajudar a William C. Gorgas a reduir la incidència i prevalença de la malaltia transmesa pel mosquit a Panamà durant la campanya americana de la construcció del Canal de Panamà. Abans d'això prop del 10 % dels treballadors morien cada any degut a la malària i la febre groga.

## La febre groga
Va estudiar la febre groga, i per les seves anàlisis i estudis va arribar a la conclusió que la transmissió de la malaltia es realitzava per un agent intermediari. Una anècdota conta que, estant una nit resant el rosari, li va cridar l'atenció un mosquit brunzint al seu al voltant. Llavors va ser quan va decidir investigar-los.
Amb els mitjans aportats per la comissió mixta hispano-estatunidenca, va ser capaç d'identificar el mosquit Culex o Aedes aegypti com a vector epidemiològic de la malaltia. Els seus estudis el dugueren a entendre que era la femella fecundada d'aquesta espècie la que transmetia la febre groga.
Al febrer de 1881 va ser a Washington DC com a representant del govern colonial davant la 5ta. sessió de la Conferència Sanitària Internacional, on va presentar per primer cop la seva teoria de la transmissió de la febre groga per un agent intermediari, el mosquit. La seva hipòtesi va ser rebuda amb fredor i gairebé total escepticisme. Només va ser divulgada per una modesta revista mèdica de Nova Orleans a través del doctor Rudolph Matas, acabat de graduar en medicina, qui havia participat en la comissió mixta hispano-estatunidenca en qualitat d'intèrpret, per ser fill d'espanyols.
De retorn a Cuba, al juny de 1881, va dur a terme experiments amb voluntaris i no només va comprovar la seva hipòtesi, sinó que va descobrir també que l'individu picat un cop per un mosquit infectat, quedava immunitzat contra futurs atacs de la malaltia. D'aquí va néixer el sèrum contra la febre groga. El 14 d'agost d'aquell mateix any va presentar davant la Reial Acadèmia de Ciències Físiques i Naturals de l'Havana el seu treball de recerca. Gràcies a les seves recomanacions sobre el control dels mosquits, va poder controlar-se la disseminació de la malaltia.

## Reconeixement internacional
Durant més de dues dècades els postulats de Finlay van ser ignorats. Solament després d'acabada la Guerra hispano-estatunidenca, quan el general Leonard Wood, governador de Cuba, va demanar que es provés la teoria de Finlay, es van tornar a revisar els seus treballs de recerca, així com els experiments que havia realitzat.
Mentrestant, el doctor William Crawford Gorgas, metge militar que havia tractat, sense aconseguir-ho, d'erradicar la febre groga a Santiago de Cuba, va ser nomenat Cap Superior de Sanitat a l'Havana al desembre de 1898. A iniciativa de Finlay va crear una Comissió Cubana de la Febre Groga que, seguint les indicacions del metge cubà, va combatre el mosquit i va aïllar als malalts. En només set mesos havia desaparegut la malaltia de Cuba.

## Istme i Canal de Panamà
El doctor Gorgas va ser finalment enviat a sanejar l'istme de Panamà a fi de poder completar la construcció del canal; allí va aplicar els mateixos principis indicats pel doctor Finlay, la qual cosa va permetre sens dubte acabar amb èxit aquella gran obra d'enginyeria. Una placa al propi Canal de Panamà reconeix la contribució del doctor Carlos J. Finlay en l'èxit d'aquesta magna obra. El 15 d'agost de 1914 va passar el primer vaixell de l'Oceà Atlàntic a l'Oceà Pacífic a través del canal.

## Mort
Finlay morí d'un atac cerebral, originat per severes convulsions, a la seva casa a l'Havana el 20 d'agost de 1915.

## Reconeixements i honors
La Confederació Mèdica Panamericana va aconsellar celebrar el 3 de desembre com a Dia del Metge a diversos països d'Amèrica, en memòria del doctor Finlay.
També en el seu honor el govern de Cuba va crear el Premi de Microbiologia «Carlos J. Finlay», que la UNESCO lliura cada dos anys a investigadors la labor dels quals en temes relacionats amb la microbiologia (immunologia, biologia molecular, genètica i altres) hagi contribuït de manera destacada a la salut. El seu objectiu és promoure la recerca i els avanços en microbiologia.
El 1928 el President Gerardo Machado va establir l'Orde Nacional del Mèrit Carlos J. Finlay, premiant les contribucions en la cura de la salut i en medicina. És el més alt premi i condecoració científica per a un ciutadà de l'estat cubà. L'orde va ser retirada entre 1959 i 1981
En la paret del Museu Finlay d'Història Mèdica en l'Havana, la inscripció fa esment que va ser creat pel Govern Revolucionari com un etern homenatge a l'home que va contribuir a l'avanç de les ciències a Cuba. Comissió Nacional de l'Acadèmia de Ciències de la República de Cuba. l'Havana 13 de juny de 1962.
Finlay va ser honrat amb un Google Doodle (gravat) el 3 de desembre del 2013 en l'aniversari 180 del seu naixement.